# اورلیوس ماری
اورلیوس ماری (انگلیسی: Aurelius Marie؛ زادهٔ ۲۳ دسامبر ۱۹۰۴ – درگذشتهٔ ۲۸ سپتامبر ۱۹۹۵) یک سیاست‌مدار اهل دومینیکا بود.